# تپه شکرآب جنوبی
تپه شکرآب جنوبی مربوط به دوره اشکانیان است و در شهرستان مشگین‌شهر، بخش مرادلو، دهستان یافت، روستای مشیران واقع شده و این اثر در تاریخ ۲۶ اسفند ۱۳۸۷ با شمارهٔ ثبت ۲۵۸۱۴ به‌عنوان یکی از آثار ملی ایران به ثبت رسیده است.